# Rue de la Trinité (Toulouse)
Pour les articles homonymes, voir Rue de la Trinité.
La rue de la Trinité (en occitan : carrièra de la Trinitat) est une voie de Toulouse, chef-lieu de la région Occitanie, dans le Midi de la France.

## Situation et accès

### Description
La rue de la Trinité est une voie publique. Elle se situe au cœur du quartier des Carmes, dans le secteur 1 - Centre.
Elle mesure 74 mètres de long. Depuis les travaux d'élargissement au XIXe siècle, la largeur est relativement régulière et d'environ 7 mètres. Elle naît dans l'angle est de la place de la Trinité et se termine au carrefour de la place Rouaix et de la rue des Tourneurs. Elle est prolongée, au-delà de la place Rouaix, par la rue Croix-Baragnon, qui aboutit à la place Saint-Étienne.
La chaussée compte une seule voie de circulation automobile à sens unique, de la place de la Trinité vers la place Rouaix. Elle appartient à une aire piétonne, où la circulation automobile est règlementée et la vitesse limitée à 6 km/h. Il n'existe pas de piste, ni de bande cyclable, quoiqu'elle soit à double-sens cyclable.

### Voies rencontrées
La rue de la Trinité rencontre les voies suivantes, dans l'ordre des numéros croissants (« g » indique que la rue se situe à gauche, « d » à droite) :
1. Place de la Trinité ;
2. Rue des Tourneurs (g) ;
3. Place Rouaix (d).

## Odonymie

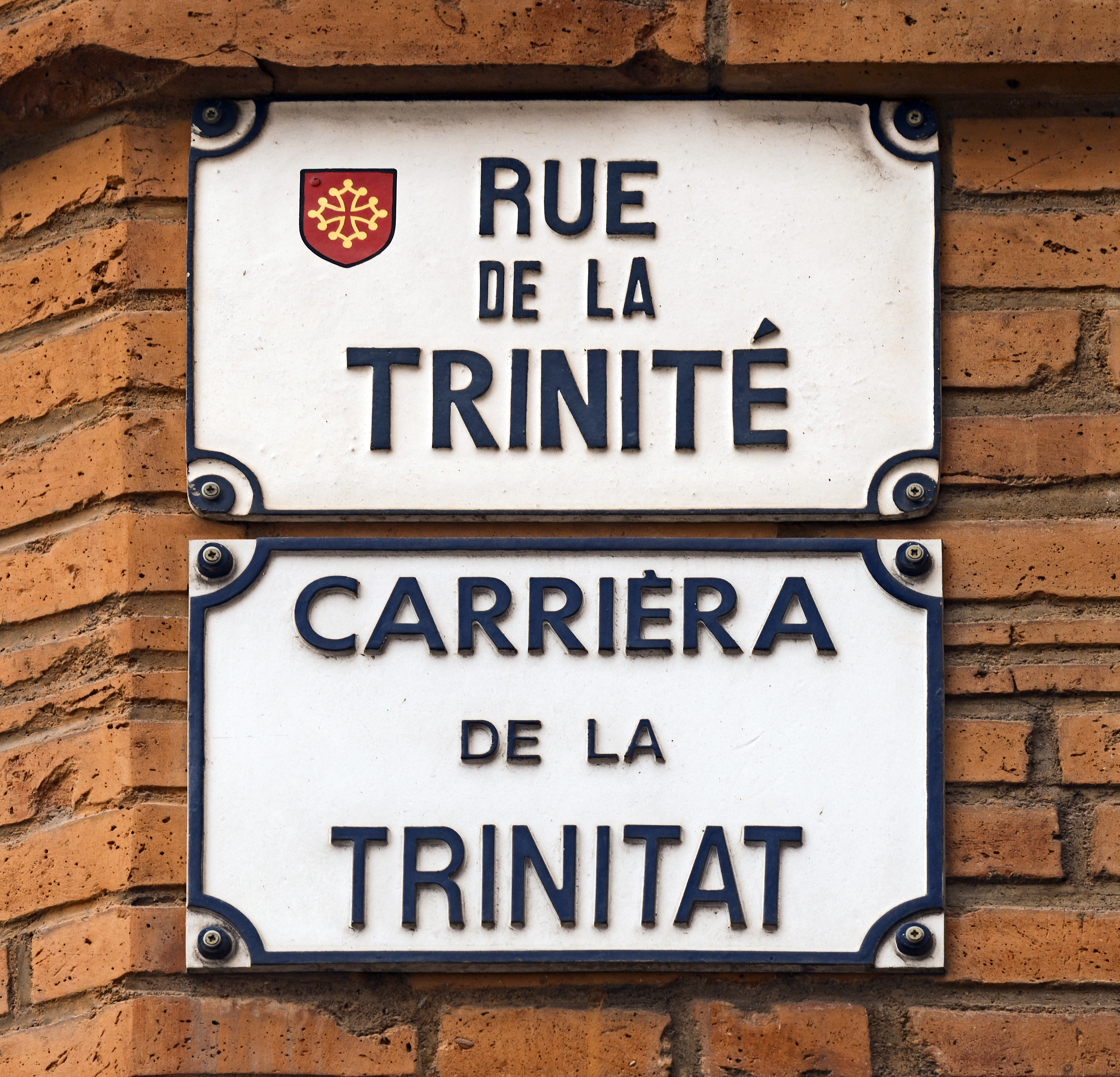
Plaques de rue en français et en occitan.

La rue de la Trinité tient son nom du couvent des moines trinitaires, qui s'y établirent à partir du XIVe siècle, avant de disparaître en 1790 (emplacement des actuels nos 8-8 bis).
Au Moyen Âge, la rue portait le nom de rue de la Trilhe, tout comme la rue des Marchands et la rue du Pont (actuelle rue de Metz), dont elle est le prolongement. À partir du XIVe siècle, elle porta aussi les noms des différentes catégories d'artisans qui y installèrent leur boutique : rue des Sarralhiers pour les serruriers (sarralhièrs en occitan), des Ferratiers pour les ferronniers (ferratièrs en occitan) ou des Flessadiers pour les fabricants de couvertures en laine (flessadas, d'où flessadièrs en occitan). On donna également à la rue le nom de l'église conventuelle des Trinitaires, qui y avait son entrée, et elle s'appela rue Saint-Victor ou rue de la Sainte-Trinité. À partir du XVIe siècle, ces diverses appellations s'effacèrent au profit de celle de la Trinité. En 1794, pendant la Révolution française, la rue fut renommée rue du Contrat-Social, d'après le célèbre ouvrage du philosophe Jean-Jacques Rousseau.

## Histoire

### Moyen Âge
Au Moyen Âge, la rue de la Trinité, alors appelée rue de la Trilhe, appartient pour le côté nord au capitoulat de la Pierre et pour le côté sud au capitoulat de Saint-Barthélémy. Elle est alors plus longue que la rue actuelle et se poursuit le long du côté nord de l'actuelle place de la Trinité : elle forme alors une petite place au carrefour des rues des Filatiers, des Changes et des Marchands, désignée comme place de la Trinité. Cette place a, en son centre, une petite fontaine. La famille Roaix, importante dynastie de capitouls toulousains, y possède plusieurs maisons : Achille de Roaix y possède encore, au milieu du XVIe siècle, une hôtellerie à l'enseigne de Saint-Martin (emplacement des actuels nos 10 et 16).
Les artisans sont nombreux à avoir leur boutique dans la rue. On trouve des serruriers (ou « sarralhiers »), des ferronniers (ou « ferratiers ») et des flessadiers, c'est-à-dire des fabricants de couvertures en laine. Ces artisans établissent leur chapelle dans l'église Saint-Victor, établie dans cette même rue (emplacement de l'actuel no 8), où leurs confréries se réunissent régulièrement.
En 1349, lors de la Guerre de Cent Ans, le couvent des religieux trinitaires, établis depuis le XIIIe siècle hors les murs, près du Château Narbonnais, dans le faubourg Saint-Michel, est ravagé par les armées du Prince noir. Les religieux bénéficient alors de la protection royale puisque le prince Jean, fils du roi Philippe VI, leur donne 3 000 écus d'or pour la réfection des bâtiments. En 1359, le couvent est à nouveau détruit par le Prince noir. Cette fois, ils reçoivent l'autorisation de s'établir dans la ville et, le 23 janvier 1362, le chapitre de la cathédrale Saint-Étienne leur cède l'église Saint-Victor et leur vend la maison de Jean de Roaix, saisie après la condamnation de ce dernier pour hérésie.

### Période moderne
Le 7 mai 1463, un grave incendie se déclare dans une boulangerie voisine, à l'angle des rues des Chapeliers (actuelle rue du Languedoc) et Maletache. L'incendie provoque des destructions importantes dans toute la ville, qui ruine pratiquement les Trinitaires. Grâce à la charité publique, ils font rebâtir leur couvent puis l'église Saint-Victor, à nouveau consacrée en 1511 sous le vocable de la Sainte-Trinité. L'ampleur des destructions permet également aux élites locales de réunir de vastes emprises foncières pour faire bâtir leurs hôtels particuliers et, au cours du XVIe siècle, les artisans sont remplacés par des familles de marchands aisés, qui accèdent parfois au capitoulat, comme Pons Imbert, marchand et capitoul en 1510, qui fait construire un hôtel et une tour (actuel no 21), ou Étienne du Fossat, qui fait bâtir dans la première moitié du XVIe siècle une vaste maison avec une tour (actuel no 19).
Les premiers travaux d’élargissement de la rue sont commencés au XVIIIe siècle et toutes les maisons sont progressivement abattues afin d'élargir la voie à 7 mètres (seule subsiste une maison en corondage du XVe siècle, actuel no 23). Des façades dans le goût nouveau s'élèvent : la vieille maison d’Étienne du Fossat (actuel no 19) reçoit une nouvelle façade de style néoclassique Louis XV, qui lui est donnée par le capitoul Viallar. Les Trinitaires agrandissent progressivement leur couvent qui occupe, au XVIIIe siècle, tout le côté sud de la rue de la Trinité jusqu'à la place Rouaix.

### Époque contemporaine
La Révolution française amène des changements. En 1790, l'ordre de la Trinité est dissous et le monastère des Trinitaires est fermé, tandis que les bâtiments deviennent bien national. L'église Saint-Victor et le cloître sont rachetés par les citoyens Lamarque et Bories, mais l'église menaçant ruine, ils décident de la détruire en 1798. Les bâtiments du couvent sont concédés par la municipalité au serrurier Joseph Bosc, qui y ouvre une fonderie de canons, avant qu'elle soit transférée dans la rue des Toulousains (actuelle rue de la Fonderie).
Les travaux d'élargissement se poursuivent au XIXe siècle et amènent de nouvelles destructions. En 1820, l'architecte de la ville, Auguste Virebent, convainc le conseil municipal de détruire le moulon entre les rues de la Trinité, des Filatiers et des Sémaliers (actuelle place de la Trinité), afin d'élargir la petite place de la Trinité : toutes les maisons du côté sud de la rue de la Trinité jusqu'à la rue des Sémaliers (anciens nos 2 à 6) sont abattues. Des travaux sont également engagés du côté de la place Rouaix mais sont finalement interrompus, et cet ambitieux projet ne porte que sur les deux maisons les plus proches de la place (actuel no 25). La rue conserve une activité commerçante et plusieurs importantes maisons de commerce y voient le jour, comme la maison Lapersonne (actuel no 19) et la maison Yarz (actuel no 10).
Dans les années 1990, la rue de la Trinité bénéficie d'un réaménagement semi-piétionnier.

## Patrimoine et lieux d'intérêt

### Hôtels particuliers
- no 6 : hôtel particulier (XVe siècle ; deuxième moitié du XVIIe siècle ; XVIIIe siècle)[15].

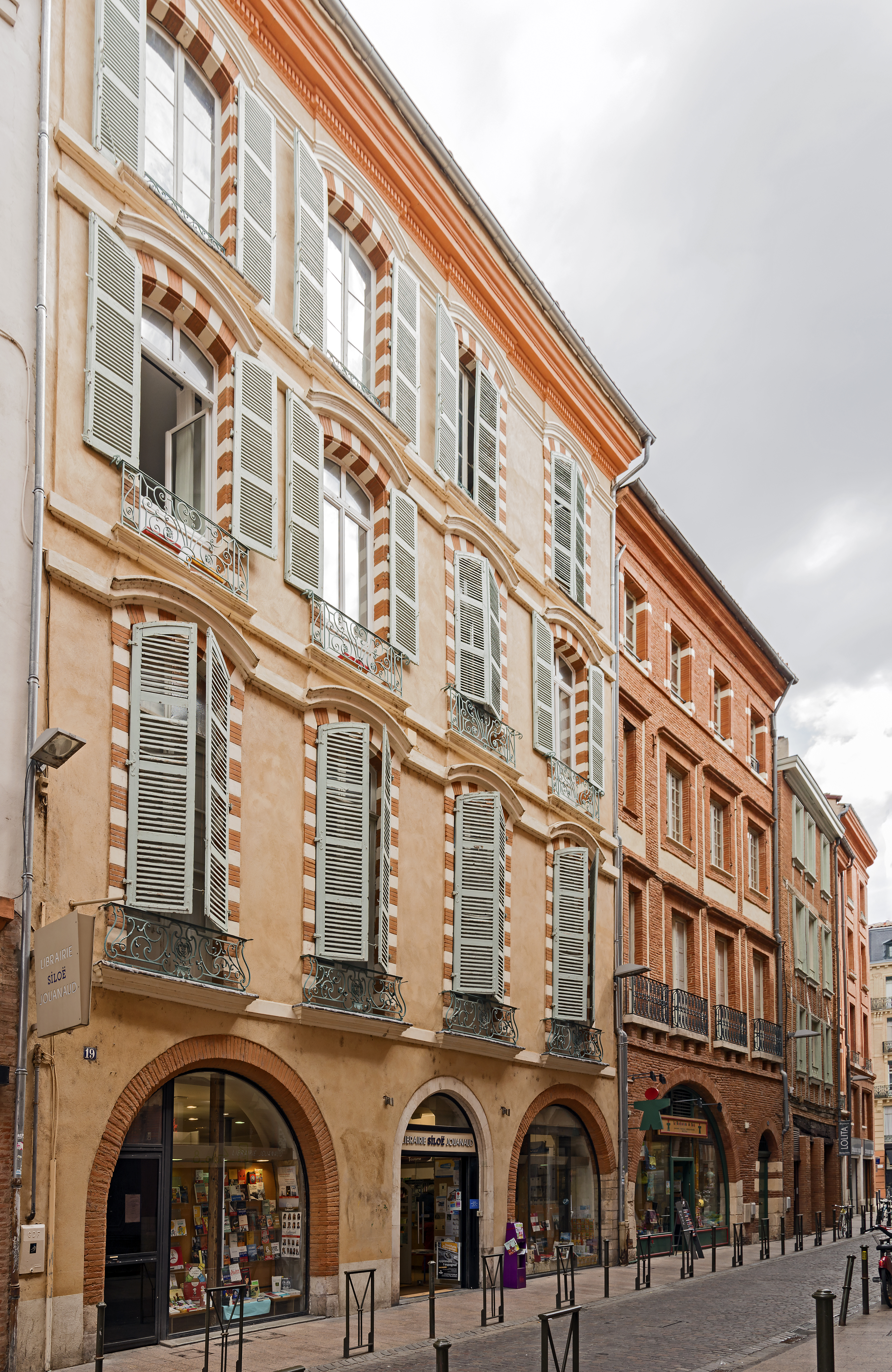
no 19 : façade de l'hôtel de Viallar (1748).

- no 19 : tour d'Étienne Du Fossat et hôtel de Viallar.
Un hôtel particulier est construit au milieu du XVIe siècle pour Étienne Du Fossat. Les bâtiments, décorés dans le style de la Renaissance, s'organisent autour d'une cour intérieure. Dans l'angle sud-ouest s'élève une tour hexagonale qui contient un escalier à vis en pierre. Au rez-de-chaussée, la porte est encadrée de pilastres, voûtée en plein cintre et surmontée d'une corniche. Elle est fermée par une grille ornée de motifs géométriques en fer forgé. Les niveaux sont éclairés par cinq petites fenêtres en quart de rond, dont l'appui et le linteau sont moulurés en pierre. Au cours du XIXe siècle, la tour est surélevée de deux étages supplémentaires pour atteindre la hauteur de 26 mètres : un étage hexagonal en léger retrait par rapport à l'aplomb de la façade et un niveau circulaire coiffé d'une toiture en poivrière en zinc, tous deux éclairés par des fenêtres rectangulaires. Les fenêtres de la façade est ont conservé leurs meneaux, sculptés de fleurons. Le corps de bâtiment en fond de parcelle semble avoir été remanié au XIXe siècle, mais il a gardé deux fenêtres en arc brisé. 
La façade sur la rue de la Trinité est remaniée en 1748, dans le goût baroque, pour le compte du baron de Vialar. La façade, symétrique, se développe sur quatre travées et trois étages décroissants. Le rez-de-chaussée est ouvert par deux grandes arcades de boutique voûtées en plein cintre, qui encadrent une arcade de boutique plus étroite. Les étages sont séparés par des cordons qui passent au niveau des appuis et des corniches moulurées des fenêtres segmentaires. Celles des 1er et 2e étages ont également des garde-corps en fer forgé : ils présentent la date de 1748 dans un motif de lambrequin. L'élévation est couronnée par une corniche à denticules[16].

### Immeubles
- nos 8 et 8 bis : emplacement de l'église Saint-Victor et du couvent des Trinitaires (XIVe siècle ; XVIe siècle) ; immeuble (XIXe siècle)[17].
- no 10 : maison de commerce Yarz (1878)[18].

- no 23 : immeuble en corondage. 
L'immeuble, construit probablement au XVIIe siècle, est bâti en pan de bois à grille, hourdé de briques. Au rez-de-chaussée, la porte piétonne et l'ouverture de boutique rectangulaire sont couvertes par un large poitrail en bois. Aux étages, les fenêtres ont des encadrements et des appuis en bois moulurés. À la fin du XIXe siècle, le troisième étage de comble est remanié et surélevé. L'élévation est couronnée par une large corniche moulurée en bois[19].

- no 25 : immeuble (XVIIIe siècle)[20].